# Mystrium eques
Mystrium eques (лат.) — вид муравьёв из подсемейства Amblyoponinae.

## Распространение
Эндемик Мадагаскара.

## Описание
Среднего размера муравьи с широкой субквадратной головой и длинными зазубренными челюстями, прикреплёнными у боковых краёв передней части клипеуса. На переднем крае наличника 6—7 зубцов. Основная окраска тела от черновато-коричневой. Промеры рабочих муравьёв: длина головы (HL) — 1,72—2,11 мм, ширина головы (HW) — 1,59—2,0 мм, отношение ширины головы к её длине (HW/HL x 100 = CI) — 91—97, длина скапуса (SL) — 1,26—1,42 мм, индекс скапуса (отношение длины скапуса к ширине головы; SI) — 70—78, длина мандибул (ML) — 1,81—2,18 мм, длина груди (WL) — 2,07—2,34 мм. Максиллярные щупики состоят из 4 члеников, а нижнегубные из 3 сегментов.
Вид был впервые описан в 2014 году японским энтомологом Масахи Ёшимура (Masashi Yoshimura) и американским мирмекологом Брайном Фишером (Brian L. Fisher; Department of Entomology, California Academy of Sciences, Сан-Франциско, Калифорния, США). Название M. eques дано по причине сильно развитого выступающего (рыцарского, Eques) клипеуса.